# Скаришоара (Бузау)
Скаришоара (рум. Scărișoara) насеље је у Румунији у округу Бузау у општини Числау. Oпштина се налази на надморској висини од 264 m.

## Становништво
Према подацима из 2002. године у насељу је живело 877 становника, од којих су сви румунске националности.